# Rupert (série télévisée d'animation)
Pour les articles homonymes, voir Rupert.

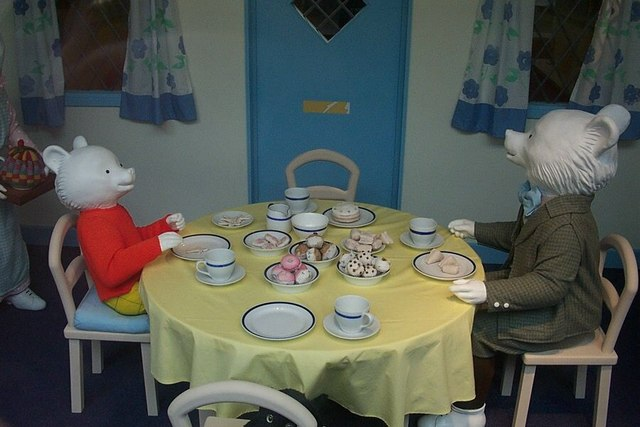
Cette scène se trouve dans la vitrine du musée consacré à l'ours Rupert, et montre celui-ci en train de prendre le thé avec son père.

Rupert est une série télévisée d'animation canadienne-français-britannique en 65 épisodes de 23 minutes fondée sur le personnage de l'ours Rupert imaginé par Mary Tourtel, et diffusée entre le 7 septembre 1991 et le 19 juin 1997 sur YTV.
C'est Nelvana, Ellipse Animation et TVS qui ont produit la première saison, puis Scottish Television (aujourd'hui STV Central) a repris le contrôle de la série lorsque TVS a été fermée.
Au Québec, elle a été diffusée à partir du 8 septembre 1992 sur Canal Famille, et en France à partir du 11 avril 1993 sur France 3 dans Les Minikeums.

## Synopsis
Les aventures d'un jeune ours nommé Rupert.

## Voix

### Voix québécoises
- Vadim Schneider : Rupert
- Carl Béchard : M. Ours
- Élise Bertrand : Mme Ours
- Yves Massicotte : Professeur
- Johanne Léveillé : Édouard l'éléphant
- Daniel Lesourd : Pudgy
- Hugolin Chevrette-Landesque : Billy

 Source et légende : version québécoise (VQ) sur Doublage.qc.ca

### Voix françaises
- Julie Lemieux : Rupert Bear
- Valerie Boyle : Mrs. Bear
- Guy Bannerman : Mr. Bear
- Torquil Campbell (en) : Bill Badger
- Colin Fox : Professor
- Hadley Kay (en) : Podgy Pig
- Rick Jones : voix additionnelles

## Commentaires
L'ancienne série est The Adventures of Rupert Bear en 1970.
Une nouvelle série en stopmotions sort en 2006, nommée Rupert Bear, Follow the Magic.